# Gödenstorf
Gödenstorf – miejscowość i gmina położona w niemieckim kraju związkowym Dolna Saksonia, w powiecie Harburg, należy do gminy zbiorowej (niem. Samtgemeinde) Salzhausen.

## Położenie geograficzne
Gödenstorf leży w centralnej części Pustaci Lüneburskiej ok. 35 km. na południe od Hamburga.
Od wschodu sąsiaduje z gminą Salzhausen, od południowego wschodu z gminą Eyendorf, od południowego zachodu graniczy z gminą Egestorf z gminy zbiorowej Hanstedt, od zachodu z gminą Garlstorf, a od północy graniczy z gminą Toppenstedt.

## Dzielnice gminy
W skład gminy Gödenstorf wchodzą następujące dzielnice: Gödenstorf i Lübberstedt.

## Historia
Gödenstorf został po raz pierwszy wzmiankowany 22 października 1289 jako Godingstorpe, chociaż wcześniejsze ślady wskazują na nazwę Godostorpe. Szacuje się, że pierwsza osada Sasów w tym miejscu powstała już ok. 350.

## Komunikacja
W odległości ok. 3 km na zachód od Gödenstorf znajduje się autostrada A7 z węzłem Garlstorf. Bardzo szybko można stąd osiągnąć zarówno Hamburg, jak i Hanower.

## Sport
Zespół piłki nożnej w gminie to "FC Hohe Heide", który istnieje od 1975.